# Jurské
Jurské este o comună slovacă, aflată în districtul Kežmarok din regiunea Prešov. Localitatea se află la altitudinea de 640 m deasupra n.m., se întinde pe o suprafață de 7,36 km2 și în 2017 număra 1.230 de locuitori.

## Istoric
Localitatea Jurské este atestată documentar din 1294.

## Demografie
| An:                | 1994 | 2004    | 2014    | 2024    |
| ------------------ | ---- | ------- | ------- | ------- |
| Număr de persoane: | 611  | 823     | 1145    | 1504    |
| Diferență:         |      | +34,69% | +39,12% | +31,35% |

| An:                | 2023 | 2024   |
| ------------------ | ---- | ------ |
| Număr de persoane: | 1464 | 1504   |
| Diferență:         |      | +2,73% |